# Preston Gubbals
Preston Gubbals är en by i civil parish Bomere Heath and District, i distriktet Shropshire, i grevskapet Shropshire, i England. Byn är belägen 7 km från Shrewsbury. Preston Gubbals var en civil parish 1866–1934 när blev den en del av Pimhill. Civil parish hade 440 invånare år 1931. Byn nämndes i Domedagsboken (Domesday Book) år 1086, och kallades då Prestone.